# شیردی سای
شیردی سای (به هندی: Shirdi Sai) فیلمی هندی محصول سال ۲۰۱۲ و به کارگردانی کی. راگاوندرا رائو است. در این فیلم بازیگرانی همچون آکینی ناگرجونا، سریکانت، سریهاری، سایاجی شینده، سارات بابو، کامالینی موکرجی و روهینی هاتانگادی ایفای نقش کرده‌اند. این فیلم زندگینامه سای بابا شیردی است.